# Karel de Méan

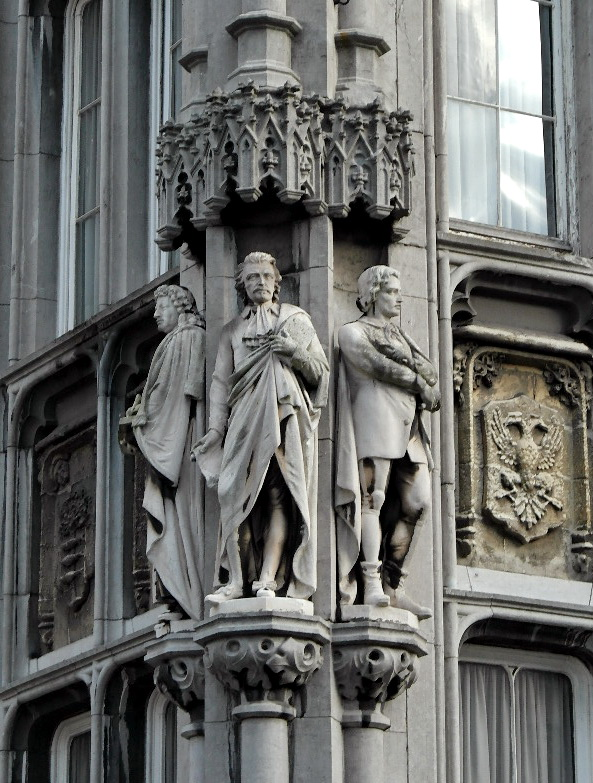
(midden) Karel de Méan. 19e-eeuwse gevel van het provinciehuis van Luik.

Karel de Méan of Charles de Méan (Luik 1604 - Luik, 6 april 1674) was een rechtsgeleerde in het prinsbisdom Luik. Hij schreef het wetboek, Observationes, dat het standaardwerk was voor elke Luikse magistraat. 
Karel de Méan was bestuurscommissaris van Maastricht, adviseur van prins-bisschop Ferdinand en 2x burgemeester van Luik. Tevens was hij heer van Atrin en verkreeg hij de adellijke titel van heer de Méan in het Rooms-Duitse Rijk.

## Levensloop

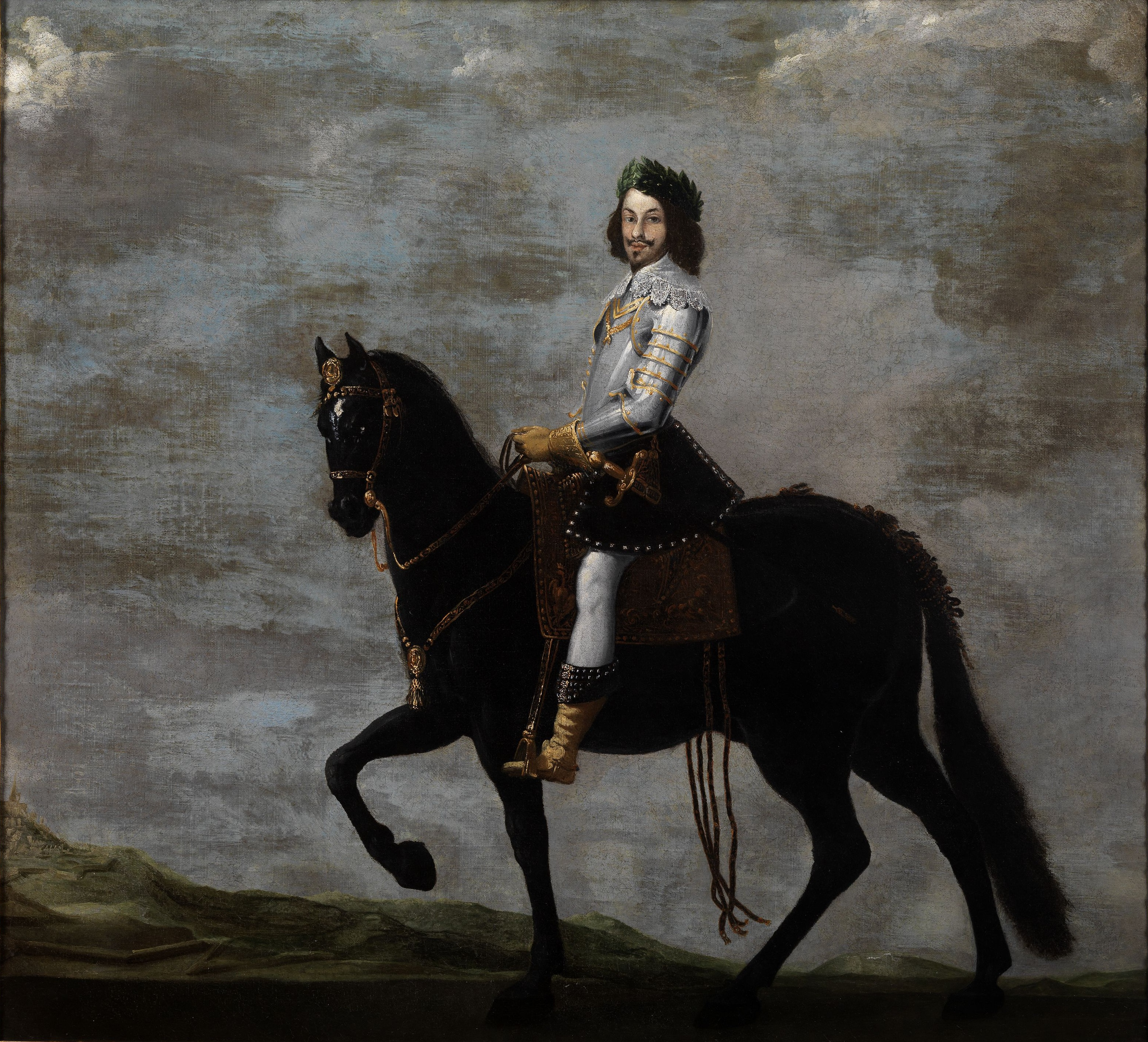
Keizer Ferdinand III beloonde Karel de Méan's loyauteit aan prins-bisschop Ferdinand met de titel heer van Méan.

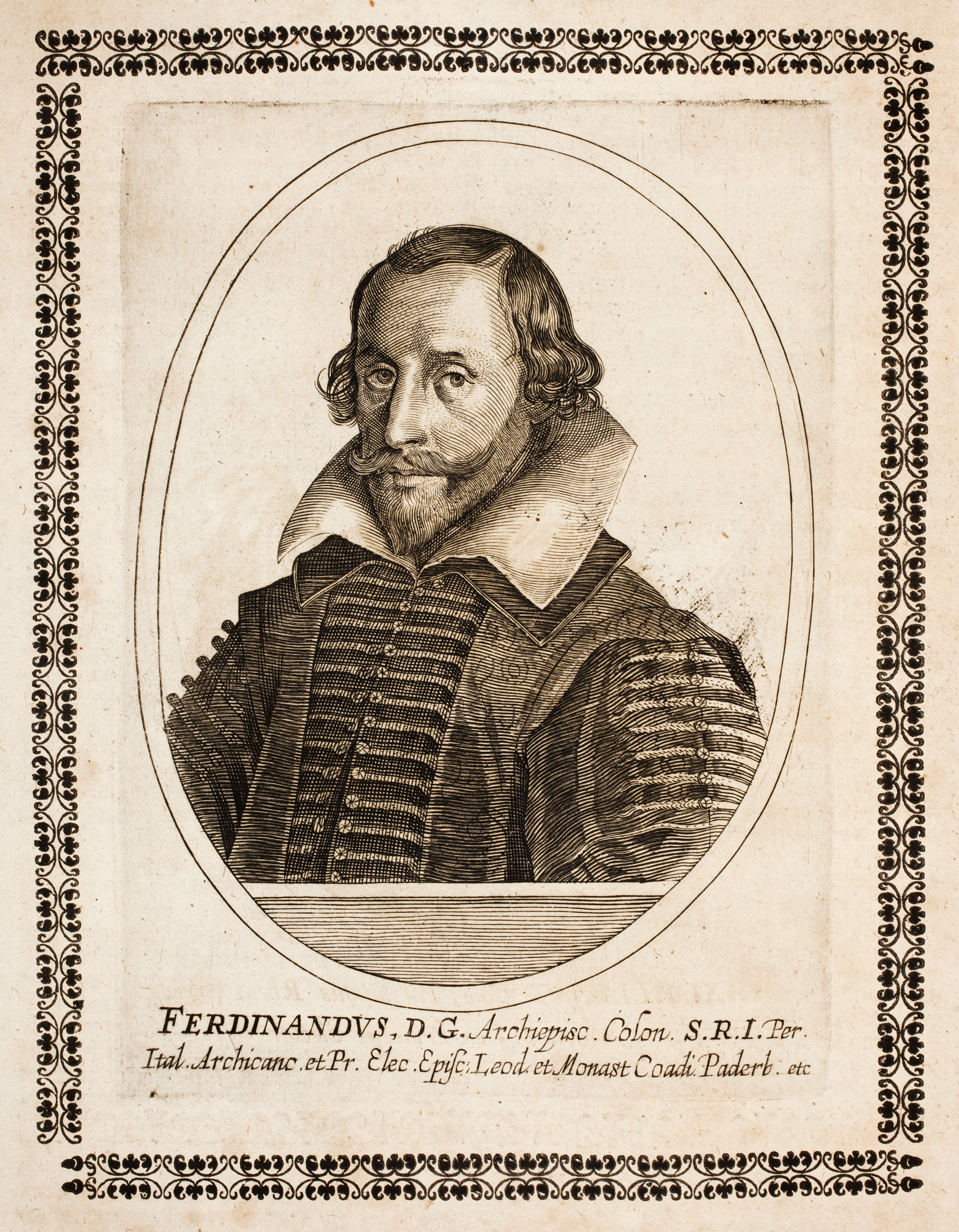
Prins-bisschop Ferdinand van Beieren steunde op de raadgevingen van Karel de Méan.

### Familie
Karel de Méan werd geboren in een familie van bestuurders van de stad Luik en het prinsbisdom Luik. Zijn vader Pierre de Méan, jurist, was stadhouder in Luik, bestuurscommissaris in Maastricht en raadgever van de prins-bisschoppen. Karel de Méan was gehuwd met Jeanne vander Heyden à Blisia, afkomstig uit een familie van Luikse burgemeesters en notabelen.

### Juridisch raadgever
Karel de Méan studeerde rechten aan de Universiteit van Leuven en deed nadien nog een aanvullende studie aan de Sorbonne in Parijs. In 1638 stierf zijn vader en volgde Karel hem op als raadgever van prins-bisschop Ferdinand van Beieren en bestuurscommissaris van Maastricht. Hij erfde tevens de titel van de kleine kerkelijke heerlijkheid, heer van Atrin. Dit ligt vandaag in de gemeente Clavier.
Het prinsbisdom Luik was op dat moment politiek zwaar politiek verdeeld in 2 kampen: de Chiroux of de aanhangers van de prins-bisschop (zoals Karel de Méan) versus de Grignoux of de volkspartij. Karel de Méan wenste een neutraal standpunt in te nemen tussen beide partijen, voor zover mogelijk was. In 1640 slaagde hij erin beide partijen te verzoenen na een jarenlange strijd. Dit was de vrede van Tongeren (26 april 1640); in dit compromis konden de Goede Steden van Luik en de ambachten zich ook vinden. De gevluchte prins-bisschop Ferdinand keerde datzelfde jaar terug naar Luik, een demarche die slecht viel bij de Grignoux. In 1641 werd Karel de Méan voor de 1e maal tot burgemeester van Luik verkozen. Karel was samen verkozen met Frans van Liverlo, wat 2 personen maakte van dezelfde partij van bisschopsgezinden. De woelige politiek liet Karel nadien even achterwege. Vijf jaar later, in 1646 werden Karel van Méan en zijn medestander Frans van Liverlo opnieuw verkozen tot burgemeester. Deze verkiezing verliep chaotisch. De stad Luik stond in rep en roer en de volkspartij eiste een burgemeestersambt op. Het gerucht dat soldaten uit de Spaanse Nederlanden naar Luik trokken om de bisschop militair te steunen, deed de gemoederen ontploffen (dit gerucht was onjuist). Deze emeute in Luik (1646) eiste tientallen doden in de stad; de broer van Karel de Méan, kanunnik Laurent de Méan zou daarbij iemand van de volkspartij hebben doodgeschoten. Karel de Méan trok zich ontgoocheld terug uit de politiek van de stad Luik (1646), maar behield zijn functies in Maastricht en in de adviesraden van de prins-bisschop.
Prins-bisschop Ferdinand was niet vergeten dat hij dankzij Karel de Méan terug zijn bisschopszetel van Luik bezat. Op 16 maart 1648 reikte keizer Ferdinand III, Rooms-Duitse keizer, hem de adellijke titel uit van heer van Méan. Dit werd het begin van het adellijk Huis de Méan.
Karel de Méan legde zich toe, in zijn studeerkamer, op de studie van het Romeins Recht, zoals hij in Leuven had geleerd. Hij correspondeerde met professoren recht in Leuven. Vervolgens bestudeerde hij de complexe wetteksten van alle juridische entiteiten waaruit het prinsbisdom Luik bestond. Hij gebruikte het manuscript van zijn vader Recueil des points marquez pour coustumes du pays de Liège. Elke stad, elke landstreek en gehucht, kerkelijk of wereldlijk, had zijn eigen privilegies en wetten uit het verleden. Hij overlegde met de diverse partijen in het prinsbisdom om tot een vereenvoudiging te komen. Karel de Méan kon tijdig valse kopieën van het werk van zijn vader onderscheppen. De debatten vlotten verder goed om te komen tot een juridische eenheidstekst.

### Luikse wetgeving

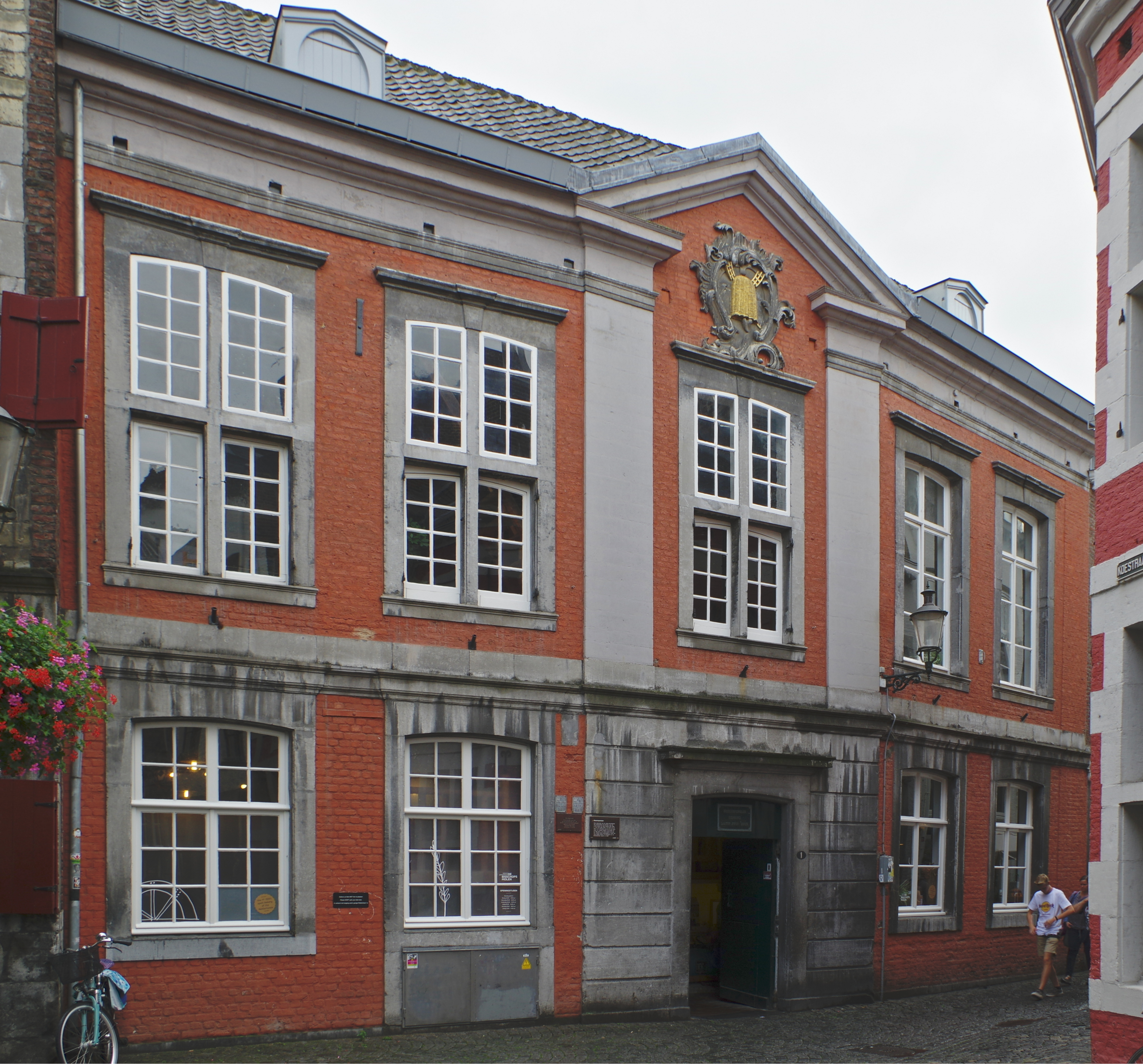
Luikse Bisschopsmolen in Maastricht

In 1650 was Karel de Méan klaar met de teksten en had hij de instemming van alle Luikse partijen. Dit werd zijn meesterwerk, meer dan 1.500 pagina's wetgeving voor het prinsbisdom Luik, in het Latijn geschreven. De titel was Observationes et res judicatae ad jus civile Leodiensium, Romanorum, aliarumque gentium, canonicum et feudale. Dit oeuvre werd in 4 delen gepubliceerd, in de jaren 1652, 1654, 1658 en 1664.
De verschillende hoofdstukken waren:
I Familierecht
II Huwelijksrecht
III Handelsrecht
IV Onroerende goederen
V Leningen
VI Transporten
VII Hypotheken
VIII Geldafhalingen
IX Pachtrecht
X en XI Erfrecht
XII en XIII Leenstelsel
XIV Strafrecht
XV Gerechtelijke procedures 
XVI Beslissingen van de Rooms-Duitse keizers met betrekking op het prinsbisdom Luik.
Alle magistraten in het prinsbisdom Luik dienden voortaan dit standaard wetboek te volgen; deze gewoonte bleef bestaan tot aan de Franse Revolutie. Dit werk had bijzonder veel weerklank in Luik maar ook in de Zuidelijke Nederlanden, onder andere aan de Universiteit van Leuven.
Eenmaal alles gepubliceerd legde Karel de Méan zich toe op de geschiedschrijving van het prinsbisdom Luik. Dit werk heeft hij nooit afgemaakt. Hij stierf in 1674. Zijn echtgenote was reeds overleden in 1672. Beiden kregen een graftombe in de Sinte-Klarakerk van Luik, een kerk die vandaag niet meer bestaat. De grafzerk werd behouden en ligt opgeslagen in het Stedelijk Museum van Luik.
Zijn zonen, de latere barons de Méan, namen zijn werk over. Pierre de Méan Junior legde zich toe op juridische teksten. Een andere zoon, kanunnik Jan Ferdinand de Méan, werd bestuurscommissaris van Maastricht en raadgever van de prins-bisschop.

## Bijnamen
- de Papinianus van Luik, genoemd naar de Romeinse rechtsgeleerde Aemilius Papinianus
- de Fenix van Luik, omwille van zijn rijzende status na het bloederig politiek debacle (1646)
- de Arend van de rechtsgeleerden, omwille van zijn standaardwerk Observationes
- Leodiensium vates of het orakel van Luik.

## Herdenkingen
Op het provinciehuis van Luik staat zijn standbeeld. Dit is eveneens te vinden op de gevel van het justitiepaleis van Verviers.